# Катын
Катын — деревня в Нижнеудинском районе Иркутской области. Входит в Чеховское муниципальное образование.

## География
Находится на правом берегу реки Катын (левый приток реки Ут, притока Уды), на автодороге районного значения 25Н-336, в 7 км к юго-западу от центра сельского поселения, села Чехово и в 80 километрах от Нижнеудинска, районного центра.

## Население
| 2002 | 2010 | 2011 | 2012 |
| ---- | ---- | ---- | ---- |
| 70   | ↘50  | →50  | ↗51  |

По данным Всероссийской переписи населения 2010 года население НП составило 50 человек